# Escrime aux Jeux olympiques
Présent dès 1896, l’histoire de l’escrime se confond avec celle des Jeux olympiques : elle fait partie des quatre sports ayant toujours figuré au programme olympique.
Au début des Jeux olympiques, l'escrime était une des rares disciplines dans laquelle des escrimeurs professionnels, des « maîtres », pouvaient participer. Les premières compétitions olympiques de sabre et d’épée en 1896 et 1900 furent d'ailleurs disputées par des maîtres. Il fallut attendre ceux de 1924 pour voir les premières épreuves féminines.
Aux Jeux olympiques, il existe des épreuves individuelles et par équipes (entre trois escrimeurs par équipe qui s’affrontent en duel) déclinées en trois armes : le fleuret, l'épée et le sabre.

## Faits marquants
- 1896 : 13 escrimeurs représentant 4 pays participent aux épreuves de fleuret et de sabre à Athènes
- 1900 : l'épée devient discipline olympique
- 1913 : création de la Fédération internationale d'escrime
- 1924 : apparition du fleuret féminin
- 1936 : mise en place de l'appareillage électrique aux Jeux de Berlin
- 1996 : apparition de l'épée féminine
- 2004 : apparition du sabre féminin
- 2008 : parité du nombre des épreuves (5 masculines et 5 féminines)
- 2020 : deux épreuves supplémentaires (fin du système de rotation des épreuves par équipes)

## Épreuves disputées

### Hommes
| Épreuve                 | 1896 | 1900 | 1904 | 1908 | 1912 | 1920 | 1924 | 1928 | 1932 | 1936 | 1948 | 1952 | 1956 | 1960 | 1964 | 1968 | 1972 | 1976 | 1980 | 1984 | 1988 | 1992 | 1996 | 2000 | 2004 | 2008 | 2012 | 2016 | 2020 | Total |
| ----------------------- | ---- | ---- | ---- | ---- | ---- | ---- | ---- | ---- | ---- | ---- | ---- | ---- | ---- | ---- | ---- | ---- | ---- | ---- | ---- | ---- | ---- | ---- | ---- | ---- | ---- | ---- | ---- | ---- | ---- | ----- |
| Fleuret                 |      |      |      |      |      |      |      |      |      |      |      |      |      |      |      |      |      |      |      |      |      |      |      |      |      |      |      |      |      |       |
| Fleuret individuel      | •    | •    | •    |      | •    | •    | •    | •    | •    | •    | •    | •    | •    | •    | •    | •    | •    | •    | •    | •    | •    | •    | •    | •    | •    | •    | •    | •    | •    | 28    |
| Fleuret par équipes     |      |      | •    |      |      | •    | •    | •    | •    | •    | •    | •    | •    | •    | •    | •    | •    | •    | •    | •    | •    | •    | •    | •    | •    |      | •    | •    | •    | 24    |
| Fleuret Maitres d'armes | •    | •    |      |      |      |      |      |      |      |      |      |      |      |      |      |      |      |      |      |      |      |      |      |      |      |      |      |      |      | 2     |
| Épée                    |      |      |      |      |      |      |      |      |      |      |      |      |      |      |      |      |      |      |      |      |      |      |      |      |      |      |      |      |      |       |
| Épée Individuel         |      | •    | •    | •    | •    | •    | •    | •    | •    | •    | •    | •    | •    | •    | •    | •    | •    | •    | •    | •    | •    | •    | •    | •    | •    | •    | •    | •    | •    | 28    |
| Épée par équipes        |      |      |      | •    | •    | •    | •    | •    | •    | •    | •    | •    | •    | •    | •    | •    | •    | •    | •    | •    | •    | •    | •    | •    | •    | •    |      | •    | •    | 25    |
| Épée Maitres d'armes    |      | •    |      |      |      |      |      |      |      |      |      |      |      |      |      |      |      |      |      |      |      |      |      |      |      |      |      |      |      | 1     |
| Épée Maitres amateurs   |      | •    |      |      |      |      |      |      |      |      |      |      |      |      |      |      |      |      |      |      |      |      |      |      |      |      |      |      |      | 1     |
| Sabre                   |      |      |      |      |      |      |      |      |      |      |      |      |      |      |      |      |      |      |      |      |      |      |      |      |      |      |      |      |      |       |
| Sabre Individuel        | •    | •    | •    | •    | •    | •    | •    | •    | •    | •    | •    | •    | •    | •    | •    | •    | •    | •    | •    | •    | •    | •    | •    | •    | •    | •    | •    | •    | •    | 29    |
| Sabre par équipes       |      |      |      | •    | •    | •    | •    | •    | •    | •    | •    | •    | •    | •    | •    | •    | •    | •    | •    | •    | •    | •    | •    | •    | •    | •    | •    |      | •    | 25    |
| Sabre Maitres d'armes   |      | •    |      |      |      |      |      |      |      |      |      |      |      |      |      |      |      |      |      |      |      |      |      |      |      |      |      |      |      | 1     |
| Autres                  |      |      |      |      |      |      |      |      |      |      |      |      |      |      |      |      |      |      |      |      |      |      |      |      |      |      |      |      |      |       |
| Canne                   |      | D    | •    |      |      |      | D    |      |      |      |      |      |      |      |      |      |      |      |      |      |      |      |      |      |      |      |      |      |      | 1     |
| Total                   | 3    | 7    | 5    | 4    | 5    | 6    | 6    | 6    | 6    | 6    | 6    | 6    | 6    | 6    | 6    | 6    | 6    | 6    | 6    | 6    | 6    | 6    | 6    | 6    | 6    | 5    | 5    | 5    | 6    | 165   |

### Femmes
| Épreuve             | 1896 | 1900 | 1904 | 1908 | 1912 | 1920 | 1924 | 1928 | 1932 | 1936 | 1948 | 1952 | 1956 | 1960 | 1964 | 1968 | 1972 | 1976 | 1980 | 1984 | 1988 | 1992 | 1996 | 2000 | 2004 | 2008 | 2012 | 2016 | 2020 | Total |
| ------------------- | ---- | ---- | ---- | ---- | ---- | ---- | ---- | ---- | ---- | ---- | ---- | ---- | ---- | ---- | ---- | ---- | ---- | ---- | ---- | ---- | ---- | ---- | ---- | ---- | ---- | ---- | ---- | ---- | ---- | ----- |
| Fleuret             |      |      |      |      |      |      |      |      |      |      |      |      |      |      |      |      |      |      |      |      |      |      |      |      |      |      |      |      |      |       |
| Fleuret individuel  |      |      |      |      |      |      | •    | •    | •    | •    | •    | •    | •    | •    | •    | •    | •    | •    | •    | •    | •    | •    | •    | •    | •    | •    | •    | •    | •    | 23    |
| Fleuret par équipes |      |      |      |      |      |      |      |      |      |      |      |      |      | •    | •    | •    | •    | •    | •    | •    | •    | •    | •    | •    |      | •    | •    |      | •    | 14    |
| Épée                |      |      |      |      |      |      |      |      |      |      |      |      |      |      |      |      |      |      |      |      |      |      |      |      |      |      |      |      |      |       |
| Épée Individuel     |      |      |      |      |      |      |      |      |      |      |      |      |      |      |      |      |      |      |      |      |      |      | •    | •    | •    | •    | •    | •    | •    | 7     |
| Épée par équipes    |      |      |      |      |      |      |      |      |      |      |      |      |      |      |      |      |      |      |      |      |      |      | •    | •    | •    |      | •    | •    | •    | 6     |
| Sabre               |      |      |      |      |      |      |      |      |      |      |      |      |      |      |      |      |      |      |      |      |      |      |      |      |      |      |      |      |      |       |
| Sabre Individuel    |      |      |      |      |      |      |      |      |      |      |      |      |      |      |      |      |      |      |      |      |      |      |      |      | •    | •    | •    | •    | •    | 5     |
| Sabre par équipes   |      |      |      |      |      |      |      |      |      |      |      |      |      |      |      |      |      |      |      |      |      |      |      |      |      | •    |      | •    | •    | 3     |
| Total               | 0    | 0    | 0    | 0    | 0    | 0    | 1    | 1    | 1    | 1    | 1    | 1    | 1    | 2    | 2    | 2    | 2    | 2    | 2    | 2    | 2    | 2    | 4    | 4    | 4    | 5    | 5    | 5    | 6    | 58    |

## Règles actuelles

### Système de qualification
Les règles de qualification olympique actuelles (pour les Jeux olympiques de 2020) sont contraintes par l'effectif limité imposé par le Comité international olympique, qui n'autorise que 212 escrimeurs au total à prendre part aux Jeux. Cette contrainte numéraire oblige à lier intimement les qualifications des épreuves par équipes à celle des épreuves individuelles, de sorte que les tireurs prenant part à l'épreuve par équipes sont aussi en lice dans l'épreuve individuelle. C'est donc le classement par équipes qui prime, selon le barème suivant :
- Les quatre premières équipes du classement mondial sont directement qualifiées, et les trois tireurs qui les composent sont qualifiés en individuel.
- Les quatre équipes les mieux classées de chaque zone au-delà du top 4 : la première de la zone Afrique, de la zone Amériques, de la zone Asie-Océanie et de la zone Europe.
  - Si la meilleure équipe de l'une de ces zones est en dehors du top 16 du classement mondial, sa place est réattribuée à la première équipe du classement non-qualifiée pour les Jeux.

Ce sont donc 24 tireurs qui sont qualifiés pour l'épreuve individuelle par le biais du classement par équipes. Dix places individuelles sont ensuite attribuées à des escrimeurs dont le pays n'est pas qualifié par équipe, selon le barème suivant :
- Les deux escrimeurs les mieux classés de la zone Asie-Océanie, les deux mieux classés de la zone Europe, le mieux classé de la zone Afrique et le mieux classé de la zone Amériques
- Le vainqueur de chacun des quatre tournois de qualification olympique (TQO), chacune des quatre zones organisant un unique TQO.

Il y a donc un minimum de 34 escrimeurs par épreuve individuelle. Le total des qualifiés par le biais des classements mondiaux est de 204. Pour arriver au nombre de 212, le pays hôte des Jeux olympiques bénéficie du droit de sélectionner jusqu'à huit escrimeurs, étant entendu qu'il est impossible de dépasser le nombre de trois participants par épreuve. Si le pays hôte a qualifié suffisamment d'escrimeurs et n'a pas besoin des huit invitations, ces places sont distribuées par le comité exécutif de la Fédération internationale d'escrime à sa propre discrétion, et par une commission tripartite (composée du CIO, de la FIE et d'un comité olympique national au moins).
Dans les épreuves par équipes, chaque pays dispose d'un remplaçant. Ces remplaçants ne sont pas décomptés parmi les 212 participants autorisés.

### Format des compétitions
Le format des compétitions olympiques est semblable au reste des compétitions internationales, exception faite du traditionnel de poules préliminaire qui n'a pas lieu. En individuel comme par équipes, les participants sont versés directement dans un simple tableau à élimination directe en fonction de leur classement. La plupart des participants entrent en lice au niveau des seizièmes de finale mais dans le cas d'une compétition à 36 participants, les huit moins bien classés s'affrontent dans un tour préliminaire pour accéder à ce stade de la compétition.
Les matchs en individuel sont disputés, comme dans toutes les compétitions internationales, en quinze touches et trois périodes de trois minutes à l'épée et au fleuret. Au sabre, ce sont deux périodes qui sont disputées, avec une pause d'une minute lorsque l'un des deux tireurs atteint la marque de huit touches. Par équipes, les rencontres se déroulent dans la formule du relais à l'italienne, les trois tireurs de chaque équipe affrontant à tour de rôle les trois tireurs de l'équipe adverse en reprenant le score laissé par leur coéquipier précédent, jusqu'à atteindre un maximum de 45 touches.

## Nations présentes
Entre 1896 et 2016, près de 4 123 athlètes, 3 243 hommes et 880 femmes en provenance de plus de cent nations différentes ont participé aux épreuves d'escrime des Jeux olympiques. La tendance est à la croissance au fil des éditions avec environ quarante délégations participantes depuis l'édition de 1988, contre une quinzaine lors des premières éditions.
| Édition                                            | 96 | 00 | 04 | 08 | 12 | 20 | 24 | 28 | 32 | 36 | 48 | 52 | 56 | 60 | 64 | 68 | 72 | 76 | 80 | 84 | 88 | 92 | 96 | 00 | 04 | 08 | 12 | 16 | 20 |
| -------------------------------------------------- | -- | -- | -- | -- | -- | -- | -- | -- | -- | -- | -- | -- | -- | -- | -- | -- | -- | -- | -- | -- | -- | -- | -- | -- | -- | -- | -- | -- | -- |
| Nombre de nations présentes en escrime par édition | 4  | 19 | 3  | 14 | 16 | 13 | 23 | 27 | 16 | 29 | 30 | 32 | 23 | 42 | 30 | 34 | 37 | 34 | 20 | 32 | 42 | 42 | 46 | 40 | 42 | 45 | 44 | 48 | 42 |

Le nombre indiqué entre parenthèses est le nombre d'athlètes engagés dans les épreuves officielles pour chaque pays sur l'ensemble des Jeux de 1896 à 2016.
| - Afrique du Sud (17) - Allemagne (294) - Allemagne de l'Est (32) - Algérie (18) - Antilles néerlandaises (4) - Arabie saoudite (9) - Argentine (138) - Aruba (1) - Athlètes indépendants (1) - Australie (91) - Autriche (134) - Azerbaïdjan (4) - Bahreïn (4) - Belgique (197) - Bénin (1) - Biélorussie (15) - Bohême (20) - Bolivie (3) - Brésil (53) - Bulgarie (30) |  | - Burkina Faso (1) - Canada (136) - Chili (27) - Chine (136) - Colombie (30) - Congo (1) - Corée du Sud (120) - Costa Rica (2) - Côte d'Ivoire (1) - Croatie (1) - Cuba (103) - Danemark (99) - Égypte (102) - Équipe unifiée de l'ex-URSS (20) - Espagne (86) - Estonie (19) - États-Unis (415) - Finlande (39) - France (655) - Géorgie (2) |  | - Grande-Bretagne (344) - Grèce (62) - Guatemala (4) - Haïti (4) - Honduras (1) - Hong Kong (36) - Hongrie (363) - Îles Vierges des États-Unis (4) - Indonésie (10) - Iran (25) - Irlande (24) - Israël (19) - Italie (437) - Japon (101) - Jordanie (2) - Kazakhstan (10) - Kirghizistan (2) - Koweït (34) - Lettonie (1) - Liban (28) |  | - Luxembourg (35) - Malaisie (2) - Maroc (13) - Mexique (71) - Moldavie (20) - Monaco (5) - Norvège (61) - Nouvelle-Zélande (6) - Ouzbékistan (3) - Panama (3) - Pays-Bas (111) - Pérou (7) - Philippines (2) - Pologne (253) - Porto Rico (12) - Portugal (73) - Qatar (1) - République tchèque (3) - Roumanie (185) - Russie (122) |  | - Sarre (5) - Sénégal (7) - Serbie-et-Monténégro (2) - Singapour (2) - Suède (156) - Suisse (148) - Taipei chinois (5) - Tchécoslovaquie (58) - Thaïlande (11) - Tunisie (21) - Turquie (25) - Ukraine (54) - Union soviétique (173) - Uruguay (22) - Venezuela (53) - Viêt Nam (10) - Yougoslavie (15) - Zambie (1) |

## Records
Escrimeurs les plus médaillés aux Jeux olympiques (après les jeux de Pékin 2008) à titre individuel et par équipes.
| Athlète             | Pays    | Médaille d'or | Médaille d'argent | Médaille de bronze | Total |
| Edoardo Mangiarotti | Italie  | 6             | 5                 | 2                  | 13    |
| Aladár Gerevich     | Hongrie | 7             | 1                 | 2                  | 10    |
| Giulio Gaudini      | Italie  | 3             | 4                 | 2                  | 9     |
| Roger Ducret        | France  | 3             | 4                 | 1                  | 8     |
| Philippe Cattiau    | France  | 3             | 4                 | 1                  | 8     |
| Pál Kovács          | Hongrie | 6             | 0                 | 1                  | 7     |

| Athlète               | Pays             | Médaille d'or | Médaille d'argent | Médaille de bronze | Total |
| Valentina Vezzali     | Italie           | 6             | 1                 | 2                  | 9     |
| Giovanna Trillini     | Italie           | 4             | 1                 | 3                  | 8     |
| Ildikó Rejtő          | Hongrie          | 2             | 3                 | 2                  | 7     |
| Elena Novikova-Belova | Union soviétique | 4             | 1                 | 1                  | 6     |
| Galina Gorokhova      | Union soviétique | 3             | 1                 | 1                  | 5     |
| Laura Flessel-Colovic | France           | 2             | 1                 | 2                  | 5     |

## Légendes olympiques
- Christian d'Oriola : champion olympique individuel en 1952 et 1956 et par équipes en 1948 et 1952. Médaillé d’argent individuel en 1948 et par équipes en 1956.
- Ilona Elek : championne olympique de fleuret individuel en 1936 et 1948 (seul doublé féminin de l'histoire). Médaillée d’argent en 1952.
- Nedo Nadi : triple champion olympique à titre individuel : au fleuret en 1912 et 1920 et au sabre en 1920. Champion olympique en 1920 par équipes aux trois armes (triplé inédit).
- Giulio Gaudini :  médaillé à 9 reprises  (3 médailles d'or , 4 d'argent et 2 de bronze)
- Aladar Gerevich : 7 titres olympiques au total. Champion olympique individuel en 1948 et par équipes de 1936 à 1960 (sans interruption). Médaillé d’argent individuel en 1952 et de bronze en 1936.
- Rudolf Karpati : champion olympique à titre individuel en 1956 et 1960 et par équipes en 1948, 1952, 1956 et 1960.
- Jean-François Lamour : champion olympique de sabre individuel en 1984 et 1988 (3e en 1992), médaillé d’argent par équipes en 1984 et de bronze par équipes en 1992.
- Edoardo Mangiarotti : recordman des médailles olympiques en escrime : 6 d’or (dont le titre individuel à l'épée en 1952), 5 d’argent et 2 de bronze à l’épée et au fleuret entre 1936 et 1960.
- Ildikó Rejtő :  7 médailles olympiques dont 2 en or (par équipes et en individuel en 1964), 3 d'argent et 2 de bronze entre 1960 et 1976.
- Daniel Revenu champion olympique par équipes en 1968, il remporta 5 autres médailles de bronze lors de ses diverses participations aux Jeux (2 en 1964, 1 en 1968, 1972 et 1976).
- Giovanna Trillini : championne olympique en individuel en 1992 (2e en 2004 ; 3e en 1996 et 2000 ; 4e en 2008) et par équipes en 1992, 1996 et 2000 (3e en 2008).
- Valentina Vezzali : championne olympique de fleuret en individuel en 2000, 2004 et 2008 (2e en 1996, 3e en 2012) et par équipes en 1996, 2000 et 2012 (3e en 2008).

## Tableau des médailles
| Rang  | Nation                      | Or  | Argent | Bronze | Total |
| ----- | --------------------------- | --- | ------ | ------ | ----- |
| 1     | Italie                      | 50  | 49     | 36     | 135   |
| 2     | France                      | 45  | 47     | 38     | 130   |
| 3     | Hongrie                     | 39  | 25     | 29     | 93    |
| 4     | Union soviétique            | 18  | 15     | 16     | 49    |
| 5     | Russie                      | 16  | 9      | 9      | 34    |
| 6     | Allemagne de l'Ouest        | 7   | 8      | 1      | 16    |
| 7     | Corée du Sud                | 7   | 4      | 7      | 18    |
| 8     | Allemagne                   | 6   | 8      | 11     | 25    |
| 9     | États-Unis                  | 5   | 10     | 16     | 31    |
| 10    | Chine                       | 5   | 7      | 3      | 15    |
| 11    | Cuba                        | 5   | 5      | 6      | 16    |
| 12    | Pologne                     | 4   | 9      | 10     | 23    |
| 13    | Roumanie                    | 4   | 6      | 7      | 17    |
| 14    | Belgique                    | 3   | 3      | 4      | 10    |
| 15    | Japon                       | 3   | 3      | 2      | 8     |
| 16    | Ukraine                     | 3   | 1      | 5      | 9     |
| 17    | Hong Kong                   | 3   | 0      | 0      | 3     |
| 18    | Suède                       | 2   | 3      | 2      | 7     |
| 19    | Grèce                       | 2   | 1      | 1      | 4     |
| 20    | Grande-Bretagne             | 1   | 8      | 0      | 9     |
| 21    | Suisse                      | 1   | 4      | 3      | 8     |
| 22    | Danemark                    | 1   | 2      | 3      | 6     |
| 23    | Équipe unifiée de l’ex-URSS | 1   | 2      | 2      | 5     |
| 24    | Autriche                    | 1   | 1      | 5      | 7     |
| 25    | Estonie                     | 1   | 0      | 1      | 2     |
| 26    | Équipe mixte                | 1   | 0      | 0      | 1     |
| 26    | Venezuela                   | 1   | 0      | 0      | 1     |
| 28    | Égypte                      | 0   | 1      | 1      | 2     |
| 28    | Tunisie                     | 0   | 1      | 1      | 2     |
| 30    | Allemagne de l'Est          | 0   | 1      | 0      | 1     |
| 30    | Mexique                     | 0   | 1      | 0      | 1     |
| 30    | Norvège                     | 0   | 1      | 0      | 1     |
| 33    | Pays-Bas                    | 0   | 0      | 5      | 5     |
| 34    | Bohême                      | 0   | 0      | 2      | 2     |
| 34    | Tchéquie                    | 0   | 0      | 2      | 2     |
| 36    | Argentine                   | 0   | 0      | 1      | 1     |
| 36    | Portugal                    | 0   | 0      | 1      | 1     |
| 36    | Espagne                     | 0   | 0      | 1      | 1     |
| 36    | Canada                      | 0   | 0      | 1      | 1     |
| Total | Total                       | 235 | 235    | 232    | 702   |